# جين لنتش
جين لنتش (بالإنجليزية: Jane Lynch)‏ ممثلة أمريكية من مواليد 14 يوليو 1960.

## أدوارها في التلفزيون الأمريكي
- غلي - سو سلفستر

## أدوارها في السينما الأمريكية
- الهارب - الدكتورة كاثي ووهالد
- ذا ليت بلومر
- رالف يدمر الإنترنت

## مواقع خارجية
- جين لنتش على موقع IMDb (الإنجليزية)
- جين لنتش على موقع ميتاكريتيك (الإنجليزية)
- جين لنتش على موقع الموسوعة البريطانية (الإنجليزية)
- جين لنتش على موقع روتن توميتوز (الإنجليزية)
- جين لنتش على موقع قاعدة بيانات الأفلام العربية
- جين لنتش على موقع ألو سيني (الفرنسية)
- جين لنتش على موقع ميوزك برينز (الإنجليزية)
- جين لنتش على موقع تيرنر كلاسيك موفيز (الإنجليزية)
- جين لنتش على موقع أول موفي (الإنجليزية)
- جين لنتش على موقع قاعدة بيانات برودواي على الإنترنت (الإنجليزية)
- PlanetOut interview
- AfterEllen.com interview with Jane Lynch
- Panel discussion with Jane Lynch at Outfest 2010
- Jane Lynch at Emmys.com نسخة محفوظة 16 أكتوبر 2012 على موقع واي باك مشين.
- Jane Lynch Video produced by Makers: Women Who Make America